# Provincia Aragatsotn

Localizarea provinciei în Armenia

Provincia Aragatsotn (armeană Արագածոտն) este o provincie situată în vestul Armeniei. Capitala sa este orașul Ashtarak.